# Cyclea elegans
Cyclea elegans là một loài thực vật có hoa trong họ Biển bức cát. Loài này được King mô tả khoa học đầu tiên năm 1889.